# Dedications (album)
Dedications är ett musikalbum av Max Schultz och Erik Söderlind, utgivet 8 juni 2009 av Touché Music. På skivan hyllar duon sina favoritgitarrister. De tolkar bland annat Frank Zappas "Blessed Relief" (ifrån albumet The Grand Wazoo), Jimi Hendrix' okända låt "Drifting" (ifrån albumet The Cry of Love) och John McLaughlins "Lotus Feet". De spelar även egenkomponerade homager till idoler som Pat Metheny ("Bossa for Pat Metheny"), John Scofield ("Song for Sco") och Rune Gustafsson ("Mr. Stoneface"). Skivans koncept och design är mycket lik duon Pat Metheny och Jim Halls skiva Jim Hall & Pat Metheny.
Skivan producerades av saxofonisten Jonas Knutsson.

## Låtlista
Alla arrangemang är gjorda av Schultz och Söderlind.
1. "Mont-Saxonnex" (Erik Söderlind) – 4:29
2. "Mimosa" (George Benson) – 3:39
3. "Dedicated to You" (Hy Zaret, Saul Chaplin, Sammy Cahn) – 5:03
4. "Road Song" (Wes Montgomery) – 3:58
5. "Lotus Feet" (John McLaughlin) – 5:14
6. "Bossa for Pat Metheny" (Erik Söderlind) – 4:35
7. "For Django" (Joe Pass) – 4:08
8. "Pat Martino" (Max Schultz) – 4:13
9. "John and Paco" (Max Schultz) – 4:32
10. "Blessed Relief" (Frank Zappa) – 3:55
11. "Drifting" (Jimi Hendrix) – 4:29
12. "Even Steven" (John Abercrombie) – 3:11
13. "Song for Sco" (Max Schultz) – 3:21
14. "Mr. Stoneface" (Max Schultz) – 0:46

Total tid: 56:09

## Medverkande
- Max Schultz — gitarr
- Erik Söderlind — gitarr
- Fredrik Jonsson — bas
- René Martinez — percussion